# Eric Fonoimoana
Eric Fonoimoana (Manhattan Beach, 7 de junho de 1969) é um voleibolista de praia dos Estados Unidos. Ele participou dos Jogos Olímpicos de 2000, em Sydney, onde conquistou a medalha de ouro ao lado de Dain Blanton.